# Weißenregen
Weißenregen ist ein Ortsteil der Stadt Bad Kötzting im oberpfälzischen Landkreis Cham.

## Geographie
Das Kirchdorf liegt über dem Tal des Weißen Regens in 474 Metern Höhe etwa einen Kilometer südlich von Bad Kötzting. 

## Baudenkmäler
Nördlich des Dorfes steht auf dem Hügelkamm die weithin sichtbare Wallfahrtskirche Mariä Himmelfahrt. Für den Ort ist außerdem der Kreuzweg von der Stadt Bad Kötzting zur Wallfahrtskirche Weißenregen (um 1900) in die Denkmalliste eingetragen.

## Geschichte

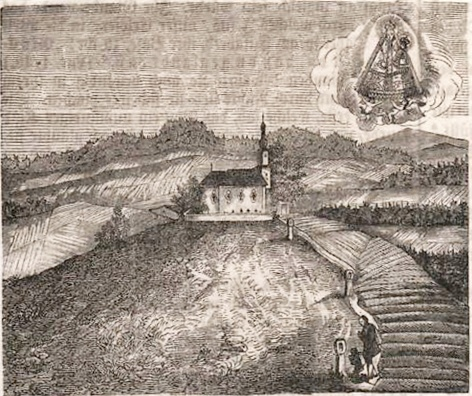
Wallfahrt Weissenregen, Stich um 1860

Im Jahr 1049 schenkte Kaiser Heinrich III. das Gut „Wiezzenregen“ dem Kloster Niederaltaich und bestätigte ihm 1050 die Freiheit über Weißenregen. Das umliegende Gebiet kam 1204 in den Besitz der Wittelsbacher. 1429 fiel es an das Teilherzogtum Bayern-München.
In den Hussitenkriegen wurde die Gegend mehrfach verwüstet. Hinsichtlich der Entstehung der Wallfahrt berichtet eine Legende von einem vor dem Bildersturm in Nabburg geretteten Gnadenbild, das zunächst an einer Eiche aufgehängt war.
1584 brannte die Eiche ab, das Gnadenbild blieb aber unversehrt und wurde in einem Bildstock aufgestellt. 1593 erbaute das Kloster Niederaltaich in Weißenregen eine Kapelle, die 1611 durch eine größere ersetzt wurde. Schließlich wurde anstelle der baufälligen Kapelle 1750 bis 1765 die jetzige Wallfahrtskirche Mariä Himmelfahrt erbaut. Altäre und Kanzel schuf der Kötztinger Bildhauer Johann Paulus Hager. Die Kirche ist besonders durch ihre originelle Schiffskanzel bekannt. Von der Stadt Kötzting aus führt ein Kreuzweg zur Wallfahrtskirche.
Die 1818 mit dem bayerischen Gemeindeedikt begründete Gemeinde umfasste die Orte
- Weißenregen
- Berghäusl
- Dachsenbühl
- Hafenberg
- Hofmannsgütl
- Klobighof
- Ludwigsberg
- Regenstein
- Riedersfurt

Die Freiwillige Feuerwehr Weißenregen wurde 1894 gegründet. Der 1995 gegründete Heimatverein der ehemaligen Gemeinde Weißenregen veröffentlicht Jahreshefte zur Geschichte Weißenregens.
Am 1. Oktober 1971 wurde die bis dahin selbständige Gemeinde in die Stadt Kötzting eingegliedert.